# Eupithecia personata
Eupithecia personata là một loài bướm đêm trong họ Geometridae.